# Notre-Dame-des-Bois
Notre-Dame-des-Bois es un municipio canadiense situado en la provincia de Quebec.

## Superficie
Notre-Dame-des-Bois tiene una superficie de 192,51 km².

## Demografía
En 2021, tenía 1028 habitantes, una densidad poblacional de 5,3 hab./km², y 817 viviendas.